# إيفارتس أمبروز غراهام
إيفارتس أمبروز غراهام (بالإنجليزية: Evarts Ambrose Graham)‏ ـ (1883 ـ 1957) هو أكاديمي وجرّاح أمريكي. قام بأبحاث وابتكارات جراحية عديدة، وأجرى أول جراحة استئصال رئة ناجحة لمريض بسرطان الرئة.

## حياته
ولد غراهام في شيكاغو بولاية إلينوي، وكان أبوه ديفيد ويلسون غراهام جراحًا. حصل على بكالوريوس الآداب من جامعة برنستون سنة 1904، ثم حصل على شهادة الطب من كلية طب روش سنة 1907، ثم عمل طبيبًا مقيمًا بقسم الجراحة في مستشفى بريسبيتريان بشيكاغو.